# WSOF 2
WSOF 2: Arlovski vs. Johnson foi um evento de artes marciais mistas promovido pelo World Series of Fighting, ocorrido em 23 de Março de 2013 no Revel Resort & Casino em Atlantic City, New Jersey.